# Free (album van Dana International)
Free is, als de extended play E.P.Tampa wordt meegeteld, het vijfde studioalbum van de Israëlische zangeres Dana International. De Europese editie werd uitgebracht in 1999, het jaar nadat ze het Eurovisiesongfestival won met het nummer 'Diva'. Zowel de Japanse als de Israëlische editie verscheen in 2000. Free werd geproduceerd door het Nederlandse producersduo Bolland & Bolland, met medewerking van de Israëlische deejay Offer Nissim, die de voorgaande albums van Dana produceerde.

## Achtergrond
Free is het internationale debuut van de zangeres en werd uitgebracht in drie verschillende edities: Europees (juni 1999), Japans (januari 2000) en Israëlisch (maart 2000). Alle versies bevatten overwegend Engelstalige nummers. De Europese en Japanse edities tellen twee Hebreeuwstalige nummers: 'Dror Yikra' en 'Ani Ohevet' ('Ik hou ervan'). De Israëlische editie bevat daarnaast ook nog 'Mokher HaPrakhim' ('De bloemenverkoper'), een duet met Alon Olearchik, en 'Ad Sof HaZman' ('Tot het einde der tijden').
Tijdens de intervalact op het Eurovisiesongfestival 1999 in Jeruzalem zong Dana een medley, namelijk de eerste twee nummers van Free. De act begon met het vrijheidsgebed 'Dror Yikra', gevolgd door 'Free', een cover van Stevie Wonder.
Voor de Japanse en Israëlische editie werden de meeste nummers geremixt en verschillen dus van de nummers op de Europese editie. De gemixte versie van de intervalact is alleen terug te vinden op de Israëlische editie van de single Free. Daarnaast bevat geen van de edities van het album de oorspronkelijke single versies van 'Diva' en 'Woman in Love', een cover van Barbra Streisand. Het laatstgenoemde nummer is wel als muziekvideo terug te vinden op de Israëlische editie van Free. Als nummer is het alleen uitgebracht op single én op het tributealbum van de Bee Gees, Gotta Get A Message To You getiteld.
Ondanks Dana's overwinning op het Eurovisiesongfestival en het uitbrengen van drie verschillende edities met daarop verscheidene remixes flopten zowel het album als de bijbehorende singles wereldwijd.

## Tracklists
Europese versie (1999):
1. Dror Yikra - 4:03
2. Free - 2:56
3. Love Is All There Is - 3:54
4. Language of Love - 3:36
5. La Vita È Bella - 4:02
6. Tease Me - 3:52
7. If You Don't Love Me The Way I Am - 2:52
8. This Is The Night - 4:41
9. Ani Ohevet - 4:00
10. Glamorous" - 4:32
11. Woman in Love (C&N Single Remix) - 3:36
12. Diva (1999 version) - 3:59
13. Free (C&N Remix) - 7:50

Japanse editie (2000):
1. Dror Yikra - 4:10
2. Free - 2:53
3. Diva (2000 remix) - 3:48
4. Love Is All There Is (Remix) - 3:52
5. Language of Love - 3:36
6. La Vita È Bella (Remix) - 3:28
7. Tease Me - 3:52
8. If You Don't Love Me The Way I Am (Remix) - 3:52
9. This Is The Night (Remix) - 3:51
10. Ani Ohevet - 3:32
11. Glamorous (Remix) - 3:38
12. Woman in Love (C&N Single Remix) - 3:36
13. Diva '99 (1999 remix) - 4:02
14. La Vita È Bella (Remix - Long Version) - 6:46

Israëlische editie (2000):
1. Dror Yikra - 4:00
2. Free - 2:53
3. Mokher HaPrakhim (duet met Alon Olearchik) - 3:50
4. Love Is All There Is (Remix) - 3:52
5. Ad Sof HaZman - 3:49
6. La Vita È Bella (Sleaze Sisters Short Remix) - 3:28
7. Glamorous (Remix) - 3:38
8. Ani Ohevet (Radio Edit) - 3:32
9. This Is The Night (Remix) - 3:51
10. If You Don't Love Me The Way I Am (Remix) - 3:52
11. Woman in Love (Original Mix) - 3:58
12. Free (Matin's Anthem Mix) - 6:40
13. Diva (Hebrew/English) (C&N Project Mix (2000 Remix)) - 7:10
14. Woman in Love (C&N Single Remix) - 3:24
15. CD-ROM track: Woman In Love (Video)

## Singles
Ter promotie van het album verschenen er 5 singles, te weten:
- 1999: Woman in love (niet in Israël)
- 1999: Free (zowel in Israël als daarbuiten)
- 1999: Ani Ohevet (niet buiten Israël)
- 1999: Ad Sof HaZman (niet buiten Israël)
- 2000: Mokher HaPrachim (niet buiten Israël)